# نويل بيتن
نويل بيتن (بالإنجليزية: Noel Peyton)‏ (4 ديسمبر 1935 بدبلن في جمهورية أيرلندا - ) هو لاعب كرة قدم أيرلندي في مركز مهاجم داخلي. شارك مع Republic of Ireland national football B team ‏ ومنتخب جمهورية أيرلندا لكرة القدم. أما مع النوادي، فقد لعب مع ليدز يونايتد ونادي شامروك روفرز ونادي يورك سيتي وBarnstaple Town F.C. ‏ ودوري أيرلندا الحادي عشر ‏.

## وصلات خارجية
- نويل بيتن على موقع قاعدة بيانات كرة القدم.إي يو (الإنجليزية)